# تافتشنا (تافتشنا)
تافتشنا هي إحدى مشيخات المملكة المغربية، تتبع جغرافيا لإقليم زاكورة وإداريًا لتافتشنا. يقدر عدد سكانها بـ 4626 نسمة حسب الإحصاء الرسمي للسكان والسكنى لسنة 2004.